# Yupik siberiani
Gli yupik siberiani, conosciuti anche come eschimesi siberiani (o yuit, Юит), sono un gruppo etnico indigeno che vive nella penisola dei Ciukci nell'estremo nord-est della Russia e nell'isola di San Lorenzo in Alaska. Sono un sottogruppo degli Yupik.
Parlano la lingua yupik della Siberia centrale, una lingua yupik collegata a quelle del gruppo etnico yupik di Russia e Alaska. Il nome "yuit" fu ufficialmente assegnato al gruppo nel 1931, in un periodo in cui vi fu un forte sostegno alle popolazioni indigene del nord da parte dell'Unione Sovietica.
La comunità vive nei villaggi di Savoonga e Gambell ed è conosciuta soprattutto per l'abilità degli uomini nel lavorare l'avorio estratto dai trichechi. La loro abitazione tipica è la jaranga.